# Beep
Beep is een nummer van de Amerikaanse meidengroep The Pussycat Dolls en de Amerikaanse rapper Will.i.am uit 2006. Het is de derde single van het debuutalbum PCD van The Pussycat Dolls. Ook was het de eerste keer dat Will.i.am, die het nummer ook mede geschreven en geproduceerd heeft, een hit scoorde zonder zijn maten van The Black Eyed Peas. Het nummer bevat een sample van het nummer Evil woman van Electric Light Orchestra, vandaar dat de ELO-frontman Jeff Lynne wordt vermeld in de credits.
Het nummer werd wereldwijd een hit, en haalde de 13e positie in de Amerikaanse Billboard Hot 100. Het werd een top 10-hit in onder andere het Verenigd Koninkrijk, Ierland, Duitsland, Oostenrijk, Zwitserland, Frankrijk, Wallonië, Italië en Canada. In de Nederlandse Top 40 wist het de 2e positie te behalen, en in de Vlaamse Ultratop 50 werd het een nummer 1-hit.